# Verenigde Vliegtuigbouwcorporatie
De Verenigde Vliegtuigbouwcorporatie (Russisch: Объединённая авиастроительная корпорация; Objedinjonnaja aviastroitelnaja korporatsia (OAK); Engels: United Aircraft Building Corporation, (UAC) is een Russisch staatsbedrijf dat zich bezighoudt met de ontwikkeling en bouw van militaire en civiele luchtvaartuigen en toebehoren.
OAK werd in februari 2006 gevestigd door de Russische president Vladimir Poetin en is een samensmelting van de Russische vliegtuigbouwers Irkoet, Mikojan, Soechoj, Iljoesjin, Tupolev en Jakovlev. Ter vergelijking, in 1953 telde Sovjet-Unie nog 25 vliegtuigontwerpbureaus.
In april 2015 werd de structuur van het bedrijf gewijzigd en werden de aandelen verhandelbaar. De aandelen zijn sinds september 2013 genoteerd aan de beurs van Moskou. In september 2017 was 92,3% van de aandelen in handen van de Russische staat en de rest stond uit bij private investeerders en beleggers. Op 24 oktober 2018 tekende Vladimir Poetin een decreet waarmee het belang wordt overgedragen naar het staatsbedrijf en conglomeraat Rostec.

## Activiteiten
OAK is een belangrijke Russische producent van militaire en civiele vliegtuigen. In 2017 leverde het in totaal 133 toestellen, waarvan 36 verkeersvliegtuigen. Het heeft een marktaandeel van 1,6% in de civiele markt, maar is daarmee nog de zesde partij wereldwijd. Bij het bedrijf werken zo’n 102.000 mensen per jaareinde 2017.
In 2013 was het ministerie van Defensie van de Russische Federatie de grootste klant. In dat jaar werden ook negen vestigingen voor het onderhoud aan vliegtuigen overgenomen van het ministerie. OAK streeft naar een verhoging van het omzetaandeel op de markt voor civiele vliegtuigen. Het heeft drie buitenlandse deelnemingen, in India, Italië en de Volksrepubliek China.
In 2015 hebben AOK en de Chinese Comac de joint venture CRAIC opgericht voor de ontwikkeling en de bouw van een nieuw toestel, de CRAIC CR929. Het tweemotorige vliegtuig zou 280 passagiers over een afstand van 12.000 kilometer moeten kunnen vervoeren. Het interieur krijgt negen zitplaatsen naast elkaar. Met de ontwikkeling zou een bedrag van minimaal 13 miljard dollar gemoeid zijn en beide landen dragen 50% van de ontwikkelingskosten. De eerste vlucht wordt verwacht in 2023.
| Jaar | Afleveringen civiele vliegtuigen | Afleveringen militaire vliegtuigen | Afleveringen overige vliegtuigen | Medewerkers | Omzet | Netto resultaat |
| ---- | -------------------------------- | ---------------------------------- | -------------------------------- | ----------- | ----- | --------------- |
| 2011 | 11                               | 88                                 | 3                                | 92.600      | 161,6 | –13,3           |
| 2012 | 21                               | 71                                 | 2                                | 92.100      | 171,0 | –5,7            |
| 2013 | 32                               | 79                                 | 0                                | 93.950      | 220,1 | –13,5           |
| 2014 | 35                               | 124                                | 0                                | 98.800      | 294,5 | –13,6           |
| 2015 | 30                               | 124                                | 2                                | 101.380     | 346,1 | –108,8          |
| 2016 | 37                               | 13                                 | 1                                |             | 416,9 | –4,5            |
| 2017 | 36                               | 94                                 | 3                                | 102.000     | 451,8 |                 |

### Producten

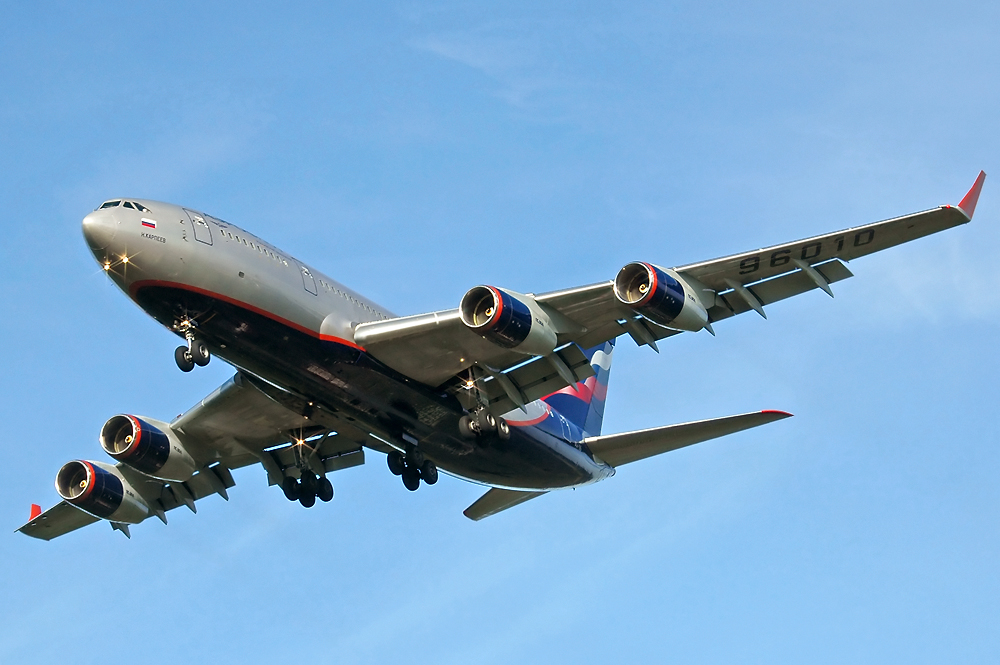
De Iljoesjin Il-96.

De onderstaande producten worden geleverd door het OAK. De productie is nog in handen van de originele bouwer.

### Civiel
- Irkut MC-21
- Soechoj Superjet 100
- Iljoesjin Il-96-300
- Iljoesjin Il-114-30

### Vracht
- Iljoesjin Il-76
- Iljoesjin Il-112V
- MTA (Multirole Transport Aircraft)

### Militair

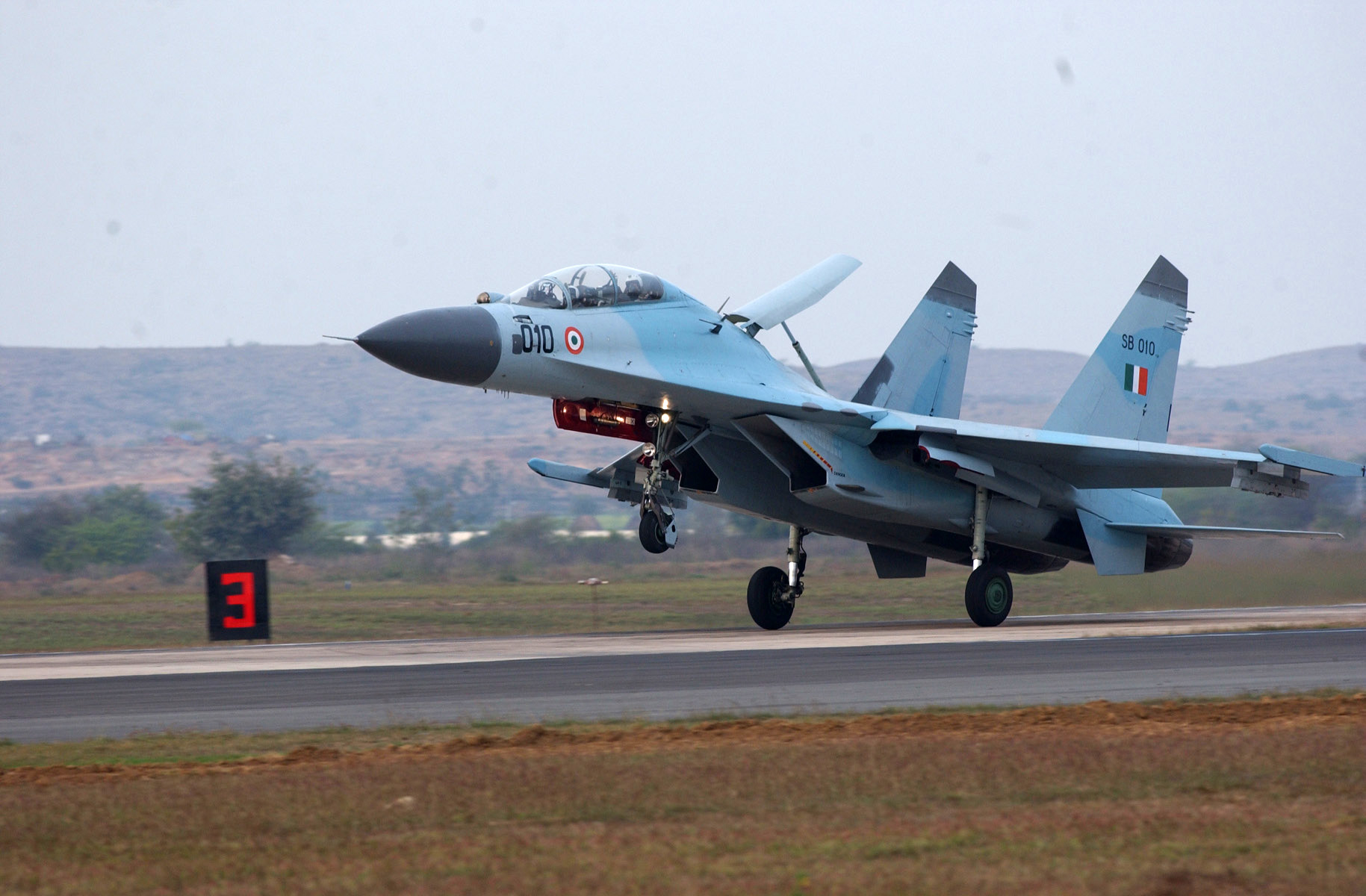
De Soechoj Soe-30

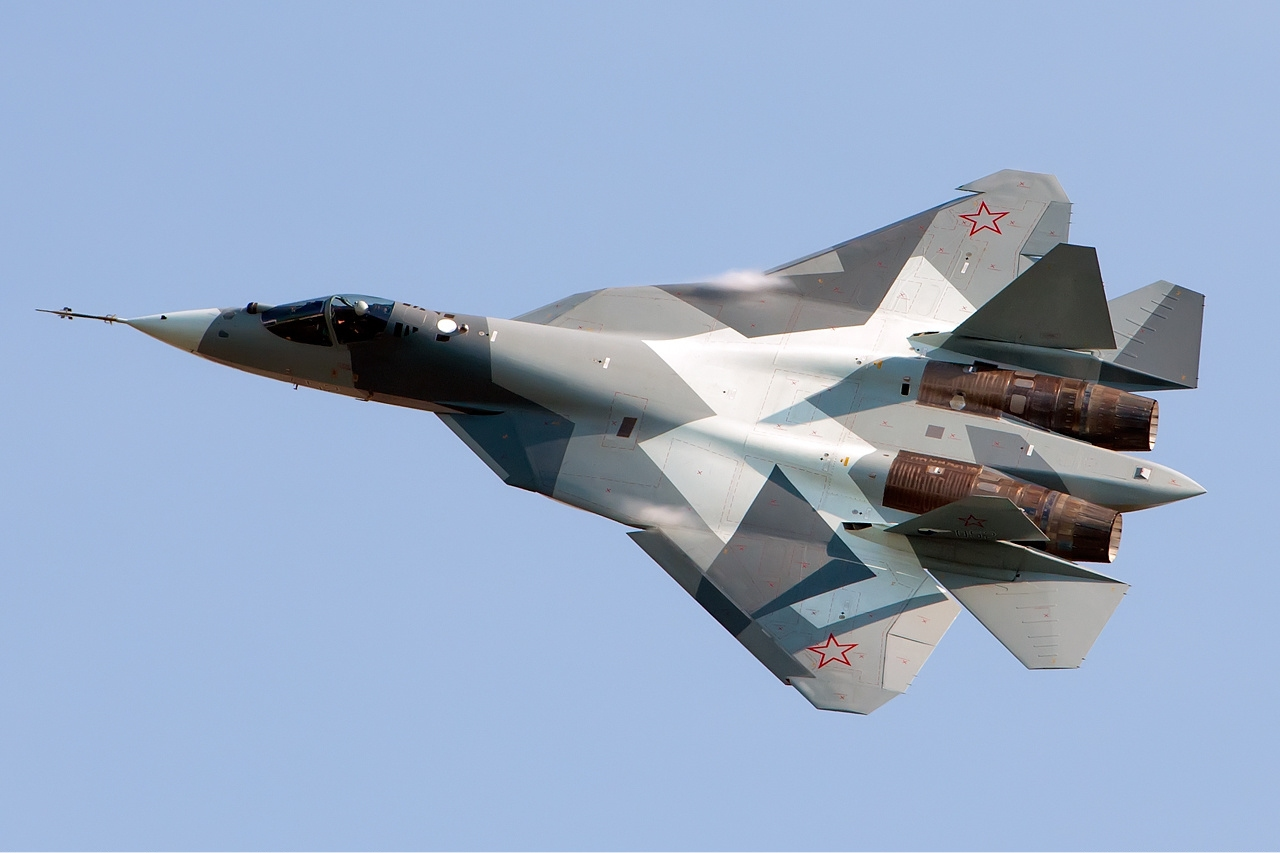
De Soechoj Soe-57

- Jakovlev Jak-130
- MiG-29K
- MiG-35
- MiG MFI
- MiG-41
- Soechoj Soe-30MK
- Soechoj Soe-32
- Soechoj Soe-33
- Soechoj Soe-35
- Soechoj Soe-57

### Speciaal
- Beriev Be-200
- Tupolev Tu-95MS
- Tupolev Tu-160
- Tupolev Tu-204/214